# Parafia św. Marii Magdaleny w Lewicach
Parafia pw. św. Marii Magdaleny w Lewicach – parafia rzymskokatolicka znajdująca się w Lewicach. Należy do Dekanatu Branice diecezji opolskiej.
Parafię obsługuje proboszcz parafii św. Katarzyny Panny i Męczennicy w Bliszczycach.

## Historia
Parafia należała pierwotnie do diecezji ołomunieckiej i istniała już w XIV wieku, chociaż wzmiankowano ją dopiero w okresie nowożytnym. W okresie reformacji kościół był w rękach ewangelików. W 1730 parafia znalazła się w utworzonym dekanacie opawickim. W wyniku I wojny śląskiej w 1742 znalazła się na terenie tzw. dystryktu kietrzańskiego. W XIX wieku podlegała dekanatowi kietrzańskiemu a następnie branickiemu. W 1863 liczyła 1263 katolików i 2 niekatolików, niemieckojęzycznych, ponadto 3 żydów. Od końca II wojny światowej w granicach Polski. W 1972 powstała diecezja opolska, co zakończyło okres formalnej przynależności do archidiecezji ołomunieckiej.